# Litzenheber

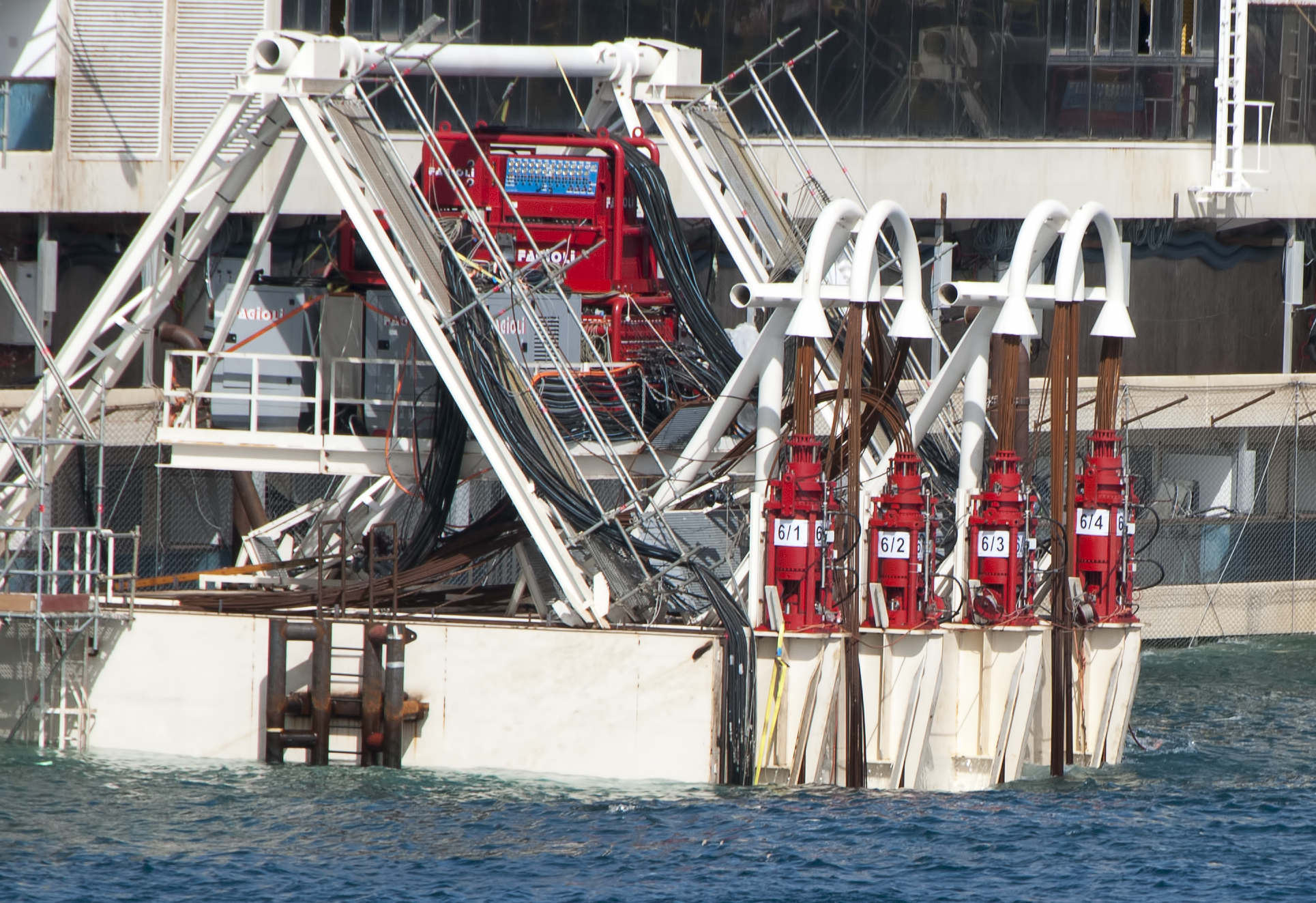
Die roten Geräte sind die Litzenheber

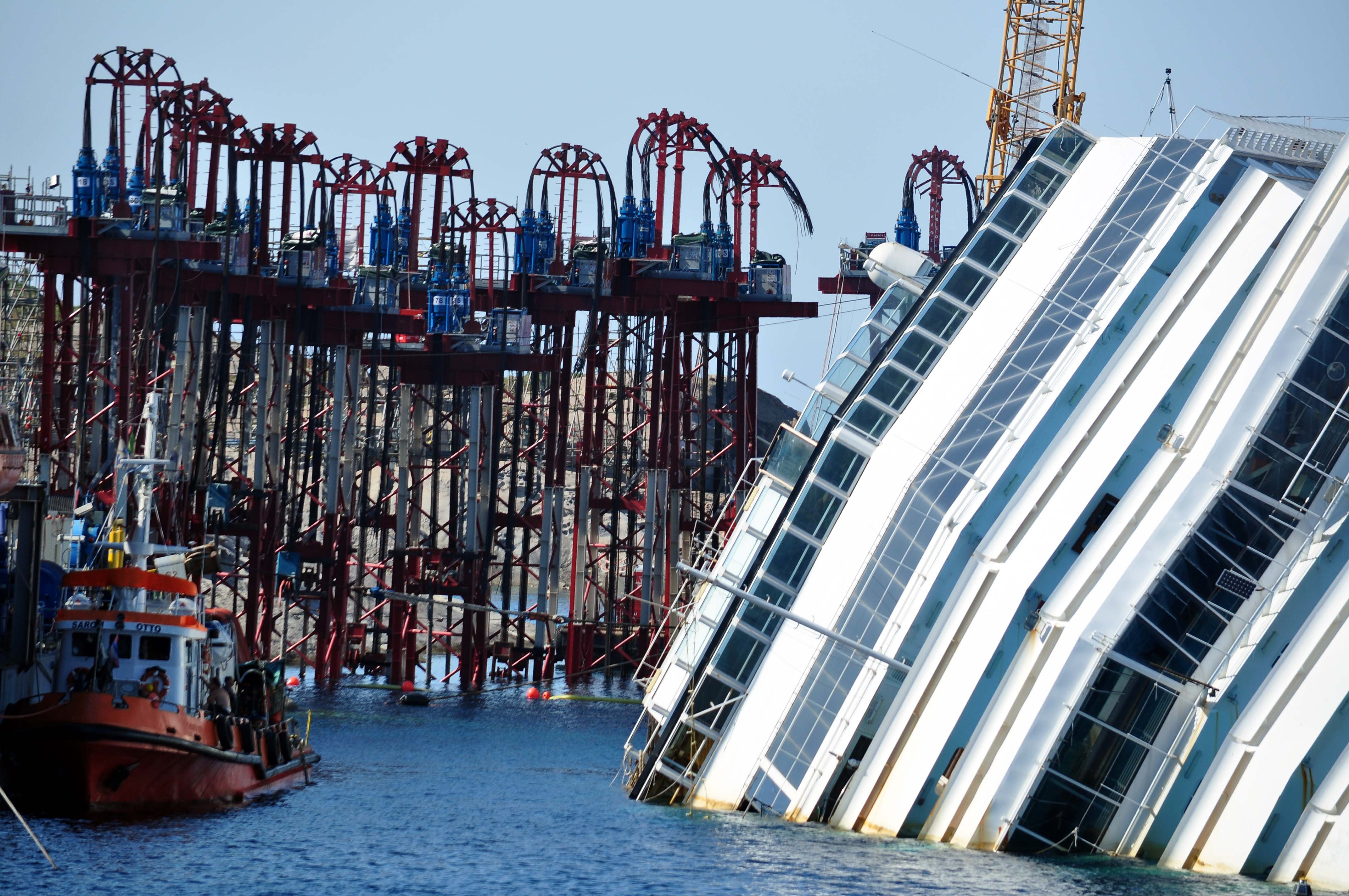
Blaue Litzenheber im Einsatz beim Aufrichten der Costa Concordia

Ein Litzenheber ist ein hydraulisches Gerät zum Bewegen von schweren Lasten. Die Kräfte werden vom Kolben des Gerätes über Drahtseile auf die zu bewegenden Lasten übertragen. Litzenheber werden meist in Gruppen eingesetzt, die von einem gemeinsamen Steuergerät bedient werden. Zur Energieversorgung sind hydraulische Pumpenaggregate notwendig.

## Geschichte
Die Litzenheber wurden durch die auf den Spannbetonbau spezialisierte schweizerische Baufirma VSL International in den 1970er Jahren entwickelt. Sie setzte erstmals die normalerweise zum Spannen von Spannstählen eingesetzten Pressen für das Heben von schweren Lasten ein, wobei sie für das Anhängen der Last Litzen aus Spannstahl verwendeten. Eine der ersten Anwendungen war das Heben von drei 490 Tonnen schweren Kuppeln auf eine Höhe von 28 Metern zur Abdeckung von Tonerde-Silos in Sardinien. Der Bau der Dachkonstruktion des Olympiastadion Münchens war das erste größere Projekt, bei dem Litzenheber eingesetzt wurden. Heute werden beim Errichten von vielen Bauwerken Litzenheber eingesetzt, aber auch beim Aufrichten des gekenterten Kreuzfahrtschiffes Costa Concordia wurden Litzenheber verwendet. Eine Hälfte der neuen Neckartalbrücke Heilbronn wurde mit Litzenheber in die endgültige Lage querverschoben.

## Funktion

Funktionsprinzip des Litzenhebers

Für Litzenheber werden meist Hohlkolbenzylinder verwendet. Bei diesen hat der Zylinder die Form eines breiten Ringspalts, in dem sich der Kolben hydraulisch angetrieben bewegt. Durch die hohle Achse des Hohlkolbenzylinders verlaufen ein oder mehrere Litzen. Sowohl der Kolben als auch der Zylinder haben eine Klemmvorrichtung, um die Litzen zu fixieren. Durch abwechselndes Öffnen und Schließen der Klemmen sowie wiederholtes Ein- und Ausfahren des Kolbens können die Litzen schrittweise relativ zum Heber bewegt werden.
Bei den üblichen Einsätzen ist der Zylinder fixiert und die Last an den Litzen befestigt. Im eingefahrenen Zustand des Kolbens schließt dessen Klemme und hebt beim Ausfahren des Zylinders die Last an. Ist der Kolben vollständig ausgefahren, schließt die Klemme am Zylinder und entlastet die Klemme am Kolben. So kann diese geöffnet werden und der Kolben wieder zurückfahren, und der Zyklus kann von vorne beginnen.
Als Tragelemente werden normalerweise die gleichen siebendrähtigen Litzen verwendet wie beim Vorspannen von Betonbauteilen. Die eine Hälfte des Litzenbündels ist mit einem Linksdrall verseilt und die andere Hälfte mit einem Rechtsdrall, um das Verdrehen bei Einzelpunkthebungen respektive beim Absenken des Litzenbündels zu vermeiden.
Vorteil von Litzenhebern im Vergleich zu Winden und Flaschenzügen ist, dass keine rotierenden Elemente belastet werden und dadurch keine aufwändigen Lager notwendig sind. Außerdem können steifere Kabel eingesetzt werden, da unter Belastung keine Biegung erfolgen muss. Eine Herausforderung beim Einsatz von Litzenhebern ist die Klemmung, weswegen die Last in der Regel auf mehrere dünnere Litzen verteilt wird, da so mehr Klemmkraft aufgebracht werden kann. Da Litzenheber problemlos parallel geschaltet werden können, werden einzelne Heber nur bis zu etwa 1700 Tonnen Hubkraft angeboten. Bei synchroner Ansteuerung ergibt sich über den Druckausgleich eine gleichmäßige Lastverteilung. Sicherheitsventile erhalten die Redundanz gegen Ausfall einer Einheit.
Die Hebegeschwindigkeiten hängen stark vom Einsatzszenario ab und können mehrere Meter pro Stunde erreichen.

## Anwendungen

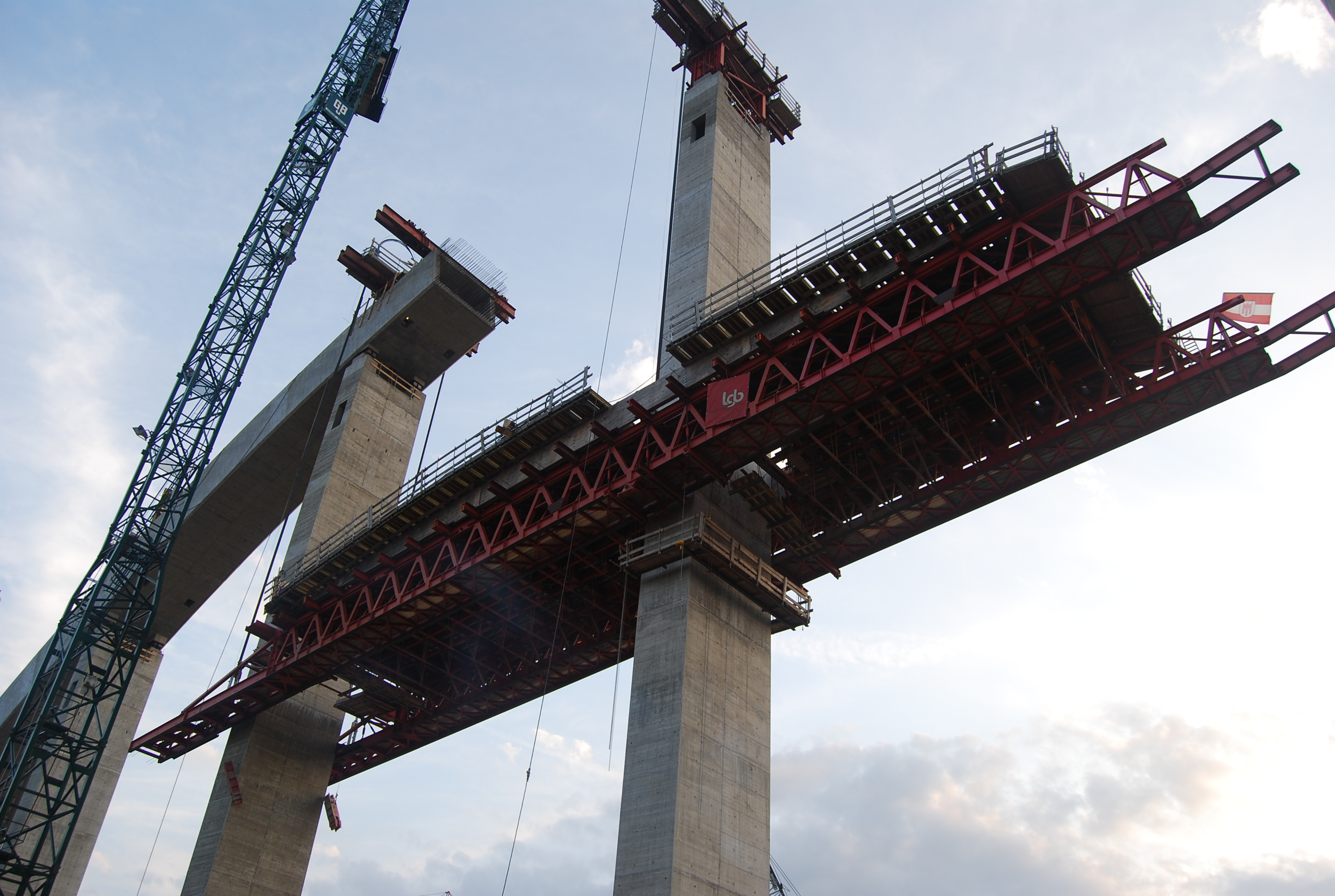
Litzenheber beim Heben des Bogenlehrgerüstes der Grümpentalbrücke

Litzenheber sind geeignet für das Heben, Absenken und Verschieben einzelner Lasten, bei denen der Einsatz von Kränen, Winden oder anderen konventionellen Beförderungsmitteln aus wirtschaftlichen oder technischen Gründen nicht möglich ist. Im idealen Einsatzfall können über der Last vorhandene Unterstützungspunkte genutzt werden, wie im nebenstehenden Bild die Brückenpfeiler. Das Abstützen auf einem Bauteil, mit dem das zu hebende Bauteil verbunden werden soll, erlaubt eine ruhige und präzise Ausrichtung, wie bei der segmentweisen Montage der Edong-Brücke. Litzenheber erreichen einzeln die Hubkraft eines Schwerlastkrans, lassen sich aber im Verbund einfacher koordinieren als Kräne. So ist es auch möglich, Dachkonstruktionen von Hallen am Boden zusammenzubauen und als Ganzes in ihre Endlage zu heben.

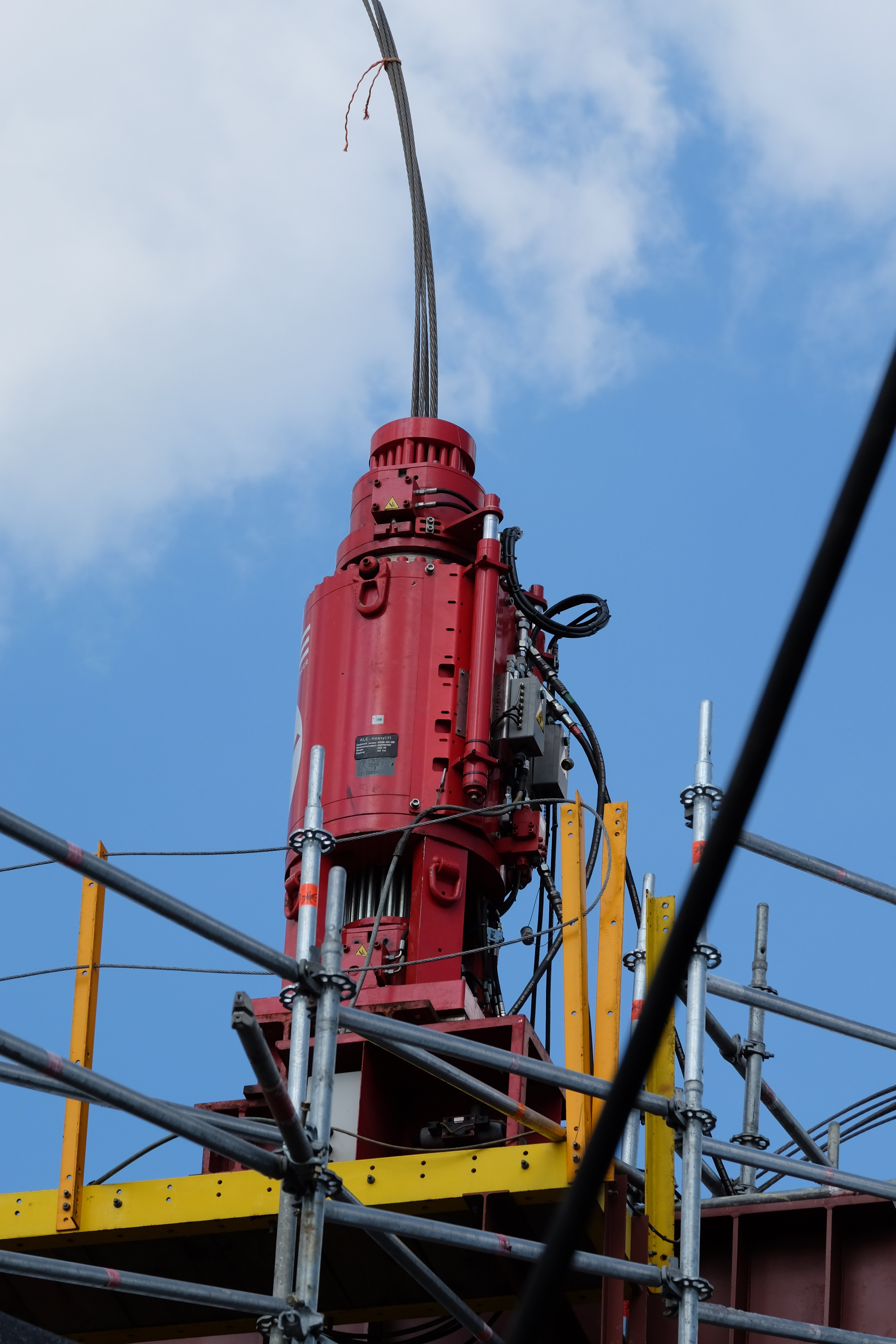
Litzenheber Berliner Freybrücke